# 赫盧赫盧韋

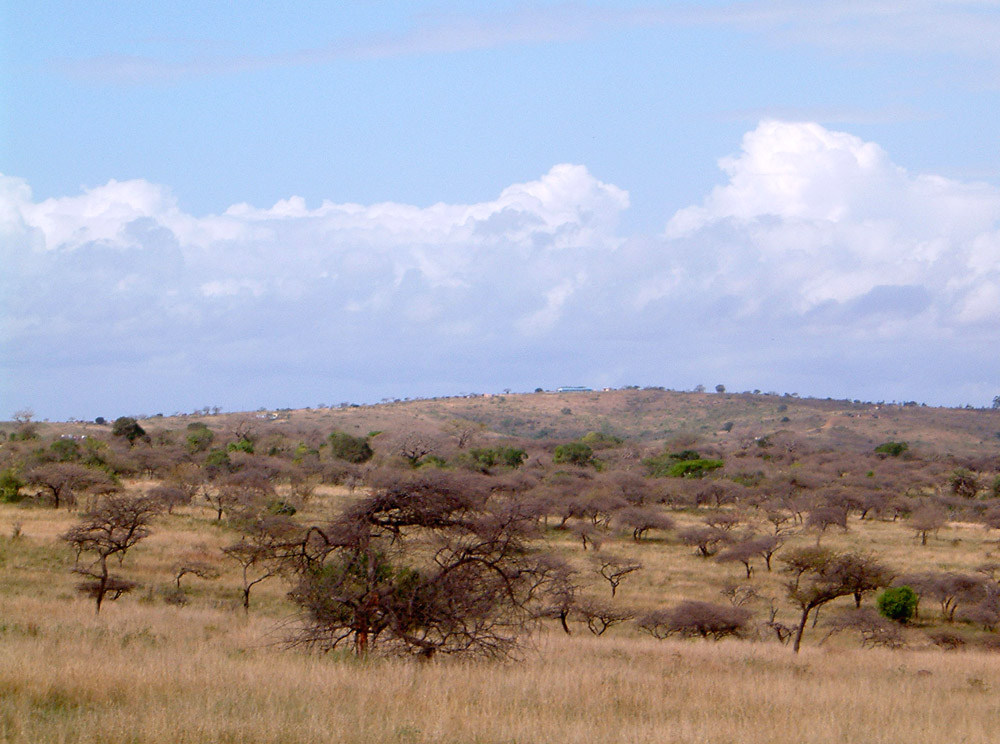

赫盧赫盧韋是南非的城鎮，位於該國東北部，由夸祖魯-納塔爾省負責管轄，面積7.11平方公里，海拔高度65米，2005年人口992，人口密度每平方公里140人。

## 外部連結
- Activity List for Hluhluwe and the surrounding area - from Umkhumbi Lodge.